# Amblyceps apangi
Amblyceps apangi es una especie de pez de la familia Amblycipitidae en el orden de los Siluriformes.

## Hábitat
Es un pez de agua dulce y de clima tropical. 

## Distribución geográfica
Se encuentran en Asia: cuenca del río Brahmaputra en la India. 